# Czubniczka omączona
Czubniczka omączona (Cystolepiota hetieri (Boud.) Singer) – gatunek grzybów z rodziny pieczarkowatych (Agaricaceae).

## Systematyka i nazewnictwo
Pozycja w klasyfikacji według Index Fungorum: Cystolepiota, Agaricaceae, Agaricales, Agaricomycetidae, Agaricomycetes, Agaricomycotina, Basidiomycota, Fungi.
Po raz pierwszy takson ten zdiagnozował w 1902 r. Jean Louis Émile Boudier, nadając mu nazwę Lepiota hetieri. Obecną, uznaną przez Index Fungorum nazwę nadali mu w 1973 r. Rolf Singer.
Synonimy:
- Agaricus granulosus var. rufescens Berk. & Broome 1881
- Cystoderma hetieri (Boud.) Singer 1939
- Cystolepiota langei (Locq.) Bon 1993
- Lepiota granulosa var. rufescens (Berk. & Broome) Sacc. 1887
- Lepiota hetieri Boud. 1902
- Lepiota langei Locq. 1945
- Lepiota rufescens (Berk. & Broome) J.E. Lange 1938[2].

Nazwę polską zaproponował Władysław Wojewoda w 2003 r.

## Morfologia
Kapelusz
Średnicy 1–3 cm, rzadziej do 6 cm, kształt początkowo stożkowy potem płasko wypukły i popękany. Powierzchnia obficie pokrytai efektownymi, żółtawo-białymi łuskami (jaśniejszymi w kierunku brzegu), co nadaje grzybowi wełnisto-mączysty wygląd.
Hymenofor
Blaszkowy, blaszki dość gęste, karbowane, z międzyblaszkami, białawe, z ząbkowaną krawędzią.
Trzon
Bardzo wysoki i smukły, ale kruchy, zakrzywiony. Powierzchnia podobnie jak kapelusz pokryta żółtawymi kłaczkowatymi łuskami, zwężającymi się ku podstawie. Pierścień bardzo nietrwały.
Miąższ
Białawy, przechodzący w rdzawobrązowy. Ma nieprzyjemny zapach pleśni i lekko słodki smak.
Cechy mikroskopowe
Zarodniki elipsoidalne, gładkie, nieamyloidalne, 3,4–6 × 2–3 µm. Cheilocystydy jednolite, 15–35 × 6–12 µm. Pleurocystydy występują sporadycznie i są podobne do cheilocystyd. Wełniste elementy skórki zbudowane z kulistych komórek.
Gatunki podobne
Jest wiele podobnych. Czubniczka omączona charakteryzuje się małymi owocnikami, kapeluszem mocno i stale pokrytym białawym i mączystym nalotem, oraz tym, że jej kapelusz i trzon po zgnieceniu natychmiast stają się czerwonawe do pomarańczowych.

## Występowanie i siedlisko
Czubniczka omączona występuje na Nowej Zelandii i na wszystkich kontynentach poza Antarktydą i Ameryką Północną. Najwięcej stanowisk podano w Europie. Na terenie Polski W. Wojewoda w 2003 r. przytoczył 3 stanowiska z uwagą, że częstość występowania i stopień zagrożenia nie są znane.
Naziemny grzyb saprotroficzny występujący na wrzosowiskach oraz w lasach liściastych na bogatej, próchnicznej ziemi i na spróchniałych szczątkach roślinnych.